# Бертолд фон Бюрен
Бертолд (X) фон Бюрен (на немски: Bertold (X.) von Büren; † между 17 и 28 септември 1390 и ноември 1390) е благородник от род „фон Бюрен“, господар на Бюрен във Вестфалия и Давенсберг в окръг Мюнстер, бургграф на замък Щромберг в град Оелде във Вестфалия/Северен Рейн-Вестфалия. Той вероятно е 1332 г. домхер в Мюнстер.
Той е син на маршала на Вестфалия Бертолд VIII фон Бюрен († 1338) и съпругата му наследничката Гербург фон Давенсберг, дъщеря на Херман фон Давенсберг и Аделхайд фон Рузденберг. Внук е на Бертолд VI фон Бюрен († сл. 1320), маршал на Вестфалия (1284 – 1320), господар на Вюненберг (1298 – 1300). Баща му наследява половината от замък Давенсберг.
Брат му Хайнрих (* 1325; † 1376) е домхер в Мюнстер. Сестра му Елзабет е манастирска дама във Фреден (1352). Сестра му Рикхайд е омъжена за Хайнрих фон Волф/фон Людингхаузен.

## Фамилия
Бертолд X фон Бюрен се жени за Мария ван Бредероде (* пр. 1342; † сл. 1385), дъщеря на Вилхелм ван Бредероде († 1316) и Елизабет фон Клеве († 1363). Те имат децата:
- Бертолд XI фон Бюрен († пр. 1409/ между 14 октомври 1410/8 юли 1412), женен сл. 1406 г. за Кунигунда фон Мьорс/Мьорз († сл. 1409)
- Вилхелм фон Бюрен, господар на Давенсберг, женен за Года
- Хайнрих фон Бюрен († 1414 – 1415), домхер в Мюнстер 1369, Падерборн 1392, домпропст алдаар 1400
- Дитрих фон Бюрен
- Гербург фон Бюрен
- Госта фон Бюрен († пр. 1380), омъжена I. за Годерт фон Мешеде († пр. 1360), II. сл. 1406 г. за Дитрих IV фон Фолмещайн († сл. 1406)